# Klutstein
Klutstein ist ein Ortsteil im Stadtteil Katterbach in Bergisch Gladbach.

## Geschichte
Das Benennungsdatum für den Ortsteil Klutstein liegt vor 1893. Die Errichtung eines Hauses ist für um 1900 belegt. Erstmals wurde der Name Klutstein 1641 in der Form Klauchsteen erwähnt.

## Etymologie
Das Wort Klutstein ist eine alte Flurbezeichnung, die sich auf die frühere Kalksteingewinnung bezog, die es hier in verschiedenen Steinbrüchen gegeben hat. Neben der mundartlichen Form Kloochsteen sind auch die Bezeichnungen Glutstein und Kluftstein bekannt. Das Bestimmungswort hat sich möglicherweise aus dem mittelniederdeutschen Klûte entwickelt, dessen Grundbedeutung etwas Zusammengeballtes, Klumpiges oder Angehäuftes bezeichnet. Es verweist damit auf eine Bodenerhebung oder einen Hügel. Es kann aber auch der alten Sprachform Kluftstein entstammen. In diesem Fall gäbe es einen Bezug zu dem mittelhochdeutschen kluft (= Felsenkluft, Höhle, bergmännischer Gang). Der Bergbau ist in der gesamten Umgebung bereits im Mittelalter nachgewiesen. Hinter dem Haus Klutstein 20 war die Fundgrube der Grube Freundschaft. Eine dritte Deutung beruft sich auf das lateinische „clusa“ (= Engpass; von claudere ab/einschließen), womit ein Bezug zur geologischen Beschaffenheit des Kalksteins zu sehen wäre.